# Dom przy pl. Wolności 15 w Bystrzycy Kłodzkiej
Dom przy pl. Wolności 15 w Bystrzycy Kłodzkiej – zabytkowy budynek w mieście Bystrzyca Kłodzka.
Piętrowy dom mieszkalny wybudowany w zarysie prostokąta w XVII w. zwieńczony dachem naczółkowym, przebudowany w XIX w.